# Joshua Whatmough
Joshua Whatmough (* 30. Juni 1897 in Rochdale; † 25. April 1964 in Winchester, Massachusetts) war ein US-amerikanischer Sprachwissenschaftler.

## Leben
Joshua Whatmough stammte aus England. Er studierte Klassische Philologie an der University of Manchester (B.A. 1916), nahm dann am Ersten Weltkrieg teil und absolvierte anschließend seine Graduate Studies, die er 1921 mit dem Master in Manchester und dem Bachelor in Cambridge (Emmanuel College) abschloss. Er arbeitete zunächst als Lecturer in Classics am University College of North Wales. Von 1925 bis 1926 hatte er kurze Zeit die Professur der Latinistik an der Universität Kairo inne. 1926 übersiedelte er dann in die Vereinigten Staaten, wo er den Rest seines Lebens verbrachte. Er wurde als Professor of Comparative Philology an der Harvard University angestellt und gleichzeitig zum Vorsitzenden der gleichnamigen Abteilung ernannt, die 1951 in das Department of Linguistics überging.
Als Sprachwissenschaftler genoss Whatmough landesweite Anerkennung. Gastprofessuren führten ihn an die Universität Chicago (Splendid Lecturer 1930, Gastprofessor 1948), an die Stanford University (Collitz Professor 1949), an die University of California, Berkeley (Sather Professor 1954/1955) und an das Lowell Institute (1957). 1928 wurde er in die American Academy of Arts and Sciences gewählt. 1951 war er Präsident der Linguistic Society of America und 1961 Präsident des neunten internationalen Kongresses der Sprachwissenschaftler.
Whatmoughs Herangehensweise an die Sprachwissenschaft war stark von der Philologie geprägt. Die Indogermanistik förderte er durch ausgedehnte Dialektstudien keltischer und italischer Varietäten. Aus seinen Erkenntnissen konstruierte er auch eine Allgemeine Sprachwissenschaft, die sich nicht durchsetzte. Seinen Kollegen an der Harvard University, den Semiotiker Roman Ossipowitsch Jakobson, ignorierte er weitgehend und empfahl ihn auch nicht seinen Studenten.
Zu seinen Schülern gehören Murray Fowler, Eric P. Hamp, Jaan Puhvel, Ernst Pulgram (1915–2005) und Calvert Watkins.

## Schriften (Auswahl)
- Scholia in Isidori Etymologias Vallicelliana. Paris 1926
- Liber Glossarum. Paris 1926
- mit Robert Seymour Conway und Sarah E. Johnson: Prae-Italic Dialects of Italy. Drei Bände, Cambridge/London 1933. Nachdruck, Hildesheim 1968
- The Foundations of Roman Italy. London 1937. Nachdruck New York 1971
- Poetic, Scientific, and Other Forms of Discourse: A New Approach to Greek and Latin in Literature. Berkeley/Los Angeles 1956 (Sather Classical Lectures 29)
- Language: A Modern Synthesis. New York 1957
- mit Christine Mohrmann und Alf Sommerfelt: Trends in European and American Linguistics 1930–1960. Utrecht 1961
- Grammar of Dialects of Ancient Gaul. Ann Arbor 1963
- Dialects of Ancient Gaul: Prolegomena and Records of the Dialects. Cambridge 1970